# Kay Bluhm
Kay Bluhm (ur. 13 października 1968 w Brandenburgu), niemiecki kajakarz. Wielokrotny medalista olimpijski.
Urodził się w NRD i do zjednoczenia Niemiec występował w barwach tego kraju - w Seulu wywalczył swój pierwszy medal olimpijski w kajakowej czwórce. W następnych latach, od 1989, pływał w dwójce wspólnie z Torstenem Gutsche. Siedem razy zdobyli tytuł mistrzów świata, trzykrotnie triumfowali na igrzyskach.

## Starty olimpijskie (medale)
Seul 1988
- K-4 1000 m – brąz

Barcelona 1992
- K-2 500 m, K-2 1000 m – złoto

Atlanta 1996
- K-2 500 m – złoto
- K-2 1000 m – srebro